# Estación de Pinar
Pinar, también denominada frecuentemente como Pinar de las Rozas, es una estación ferroviaria situada en el municipio español de Las Rozas de Madrid en la Comunidad de Madrid. Forma parte de las líneas C-8 y C-10 de Cercanías Madrid. Cuenta además con servicios de Media Distancia operados por Renfe.

## Situación ferroviaria
La estación, situada a a 727,50 metros de altitud, forma parte del trazado de las siguientes líneas férreas:
- Línea férrea de ancho ibérico Madrid-Hendaya, punto kilométrico 20,4.[2]
- Línea férrea de ancho ibérico Atocha-Pinar de las Rozas, punto kilométrico 20,4.[2]
- Línea férrea de ancho ibérico Las Matas-Pinar de las Rozas, punto kilométrico 20,4.[2]

Los dos últimos trazados siguen el kilometraje correspondiente a la Línea Madrid-Hendaya. En este punto se sitúa la bifurcación hacia Madrid-Chamartín, ya que la línea original sigue su trazado hasta Príncipe Pío —estación que históricamente fue la cabecera de la línea—. El tramo es de vía doble y está electrificado.

## Historia
Cuando el 9 de agosto de 1861 se puso en marcha el tramo Madrid-El Escorial de la línea radial Madrid-Hendaya, originalmente no había entre Las Rozas de Madrid y Torrelodones ninguna otra estación intermedia. Y aunque muy pocos años después se construyó el apeadero de Las Matas, la estación del Pinar de las Rozas tardaría todavía un siglo en existir. 
Construida por RENFE, se inauguró en los primeros meses del año 1964, cuando entró en servicio la nueva circunvalación ferroviaria de Madrid para mercancías. Se constituía así un nuevo nodo ferroviario en el cual convergían la línea Madrid-Hendaya original y un nuevo ramal que, a través del monte de El Pardo, se dirigía hacia la igualmente recién creada estación de Pitis, donde este ramal a su vez se bifurcaba de nuevo: por un lado hacia la nueva terminal de viajeros en el norte de Madrid (la estación de Madrid-Chamartín) y por otro hacia las estaciones de Fuencarral, Hortaleza, O'Donnell y San Fernando de Henares, conformando así el trazado del nuevo ferrocarril de contorno para mercancías.
El proyecto de establecer en el norte de Madrid una nueva estación de viajeros, terminal del futuro ferrocarril directo Madrid-Burgos, y de conectarla con la línea Madrid-Hendaya a través de los alrededores de Las Rozas de Madrid o El Plantío data en realidad de varias décadas atrás. Y aunque las obras quedaron paralizadas por la guerra civil española, ya durante la II República se habían iniciado los trabajos de explanación y de construcción del terraplén para el ferrocarril. Justo a la salida de la estación del Pinar puede apreciarse hoy día un tramo de terraplén construido durante los años 1930, que fue finalmente desechado cuando se retomaron las obras en la década de 1950. El motivo de quedar desechado fue la decisión de que los trenes cambiaran el sentido de la circulación a su paso por la estación del Pinar. 
Si bien los trenes de la compañía del Norte tradicionalmente habían circulado por la izquierda entre Madrid y Hendaya, tras la creación de la Renfe en 1941 y a fin de unificar el sentido de la circulación en todo el entorno de Madrid, se determinó que los trenes pasarían a circular por la vía de la derecha entre Madrid y el Pinar, cambiando a la vía de la izquierda los que a su llegada a ésta continuaran por la línea Madrid-Hendaya. Esta decisión obligó a construir en el entorno del Pinar un entramado de túneles y vías no previsto originalmente, el cual se complicó aún más con la construcción en los años 1980 de un baipás para permitir la circulación directa entre Las Rozas de Madrid y Pitis sin necesidad de invertir marcha en el Pinar.
Desde el 31 de diciembre de 2004 Renfe Operadora explota la línea mientras que Adif es la titular de las instalaciones ferroviarias.

## La estación
Está ubicada al noroeste del casco urbano y muy separada del mismo, junto a la A-6. Su nombre se debe al conocido como Pinar de las Rozas, un entorno natural próximo al cual se encuentran el centro comercial del mismo nombre, varias urbanizaciones y la central de bomberos de la Comunidad de Madrid.
Aunque reformada y modernizada con la llegada de la red de Cercanías con nuevos andenes, pasos subterráneos y paneles informativos, sigue conservando el edificio original de piedra de dos pisos y planta rectangular. Posee tres andenes, uno lateral y dos centrales y seis vías todas con acceso a andén salvo una.

### Uso de vías
| vía | líneas/destinos                                    |
| --- | -------------------------------------------------- |
| 1   | El Escorial / Santa María de la Alameda-Peguerinos |
| 2   | Sin servicio                                       |
| 3   | Villalba                                           |
| 4   | Las Rozas - Príncipe Pío - Chamartín               |
| 5   | Guadalajara                                        |

## Servicios ferroviarios

### Media Distancia
Algunos trenes regionales de Renfe unen la localidad con Madrid, Ávila y Segovia. Se trata en realidad de servicios de Cercanías que prolongan su recorrido hasta Ávila o Segovia, complementando así los servicios de media distancia directos y semidirectos que conectan Madrid con estas dos ciudades.
| Línea | Trenes   | Origen  |  | Destino                        |
| ----- | -------- | ------- |  | ------------------------------ |
| 51    | Regional | Ávila   |  | Madrid-Chamartín               |
| 53    | Regional | Segovia |  | Madrid-Chamartín Madrid-Atocha |

### Cercanías
| procedencia/destino                             | < estación | Línea | estación >          | destino/procedencia |
| ----------------------------------------------- | ---------- | ----- | ------------------- | ------------------- |
| Cercedilla                                      | Las Matas  |       | Pitis               | Guadalajara         |
| Santa María de la Alameda-PeguerinosEl Escorial | Las Matas  |       | Pitis               | Guadalajara         |
| Villalba                                        | Las Matas  |       | Las Rozas de Madrid | Chamartín           |

La estación forma parte de las líneas C-8 y C-10 de la red de Cercanías Madrid.

## Conexiones

### Autobuses
| Diurnos |                                                  |                             |                           |
| Línea   | Destino                                          | Parada                      | Operador                  |
| 622     | Las Matas                                        | 06107 Ctra. A6 - Est. Pinar | Auto Periferia            |
| 628     | P. Empresarial - El Cantizal                     | 06107 Ctra. A6 - Est. Pinar | Auto Periferia            |
| 629     | Madrid (Moncloa)                                 | 06107 Ctra. A6 - Est. Pinar | Auto Periferia            |
| 633     | Galapagar - Torrelodones (Colonia) - Colmenarejo | 06107 Ctra. A6 - Est. Pinar | Avanza Movilidad Integral |
| 685     | Guadarrama                                       | 06107 Ctra. A6 - Est. Pinar | Avanza Movilidad Integral |
| 622     | Las Rozas - Madrid (Moncloa)                     | 06128 Ctra. A6 - Est. Pinar | Auto Periferia            |
| 628     | Madrid (Moncloa)                                 | 06128 Ctra. A6 - Est. Pinar | Auto Periferia            |
| 685     | Las Rozas - Majadahonda (Hospital)               | 06128 Ctra. A6 - Est. Pinar | Avanza Movilidad Integral |